# Substance (album de Joy Division)
Pour les articles homonymes, voir Substance.
Albums de Joy Division
Still
(1981) The Peel Sessions (Joy Division)
(1990)
Substance, sous-titrée Joy Division 1977-1980, est une compilation de singles du groupe de rock britannique Joy Division, sortie le 11 juillet 1988 par Factory Records, en même temps qu'une compilation de singles similaire du groupe formé ultérieurement New Order, aussi intitulée Substance.
Elle s'est classée à la 7e place de l'UK Albums Chart et à la 146e du Billboard 200, la seule incursion du groupe dans ce classement aux États-Unis. Elle a aussi atteint la 15e place en Nouvelle-Zélande et la 25e aux Pays-Bas.

## Contenu
Substance contient les quatre singles sorti par le groupe qui ne sont pas apparus sur un album : Transmission, Komakino, Love Will Tear Us Apart et Atmosphere, ainsi que la plupart de leurs faces B. Elle inclut également des morceaux présents sur les extended play An Ideal for Living, A Factory Sample et Earcom 2: Contradiction. Le single Atmosphere a été publié en France sous le nom Licht und Blindheit avec Dead Souls sur la face B. À la suite de la mort de Ian Curtis, cette chanson a été rééditée en sigle posthume avec She's Lost Control sur la face B dans une version alternative à celle apparue sur Unknown Pleasures. La version vinyle omet le single Komakino et n'inclut pas tous les titres des EP.
Des pressages ultérieurs publiés par London Records contient un mix inédit de She's Lost Control très différent de la version originale du single. Les guitares sont plus présentes, la mélodie au synthétiseur est plus courte et commence plus tard, et la fin de la chanson est plus longue et ne baisse pas de volume.
Substance a été remastérisé digitalement en 2015 et incluait un mix alternatif de She's Lost Control et deux morceaux additionnels : As You Said (la seconde face B de Komakino) et la Pennine version de Love Will Tear Us Apart (d'abord publiée sur la face B du single original).

## Pochette de l'album
La pochette utilise la police de caractères New Alphabet de Wim Crouwel. Les lettres épellent « Subst1mce » au lieu de « Substance ». Brett Wickens, qui a travaillé sur la pochette en partenariat avec Saville Associates, affirme que c'est pour des raisons esthétiques.
La pochette de 1991 est différente et n'affiche qu'un « S » en police New Alphabet avec le sous titre Joy Division 1977-1980.

## Liste des chansons
Toutes les chansons sont composées par Joy Division.
LP (Factory FACT 250)
Face A
| No | Titre          | Album original                    | Durée |
| -- | -------------- | --------------------------------- | ----- |
| 1. | Warsaw         | An Ideal for Living (1978)        | 2:25  |
| 2. | Leaders of Men | An Ideal for Living               | 2:35  |
| 3. | Digital        | A Factory Sample (1979)           | 2:50  |
| 4. | Autosuggestion | Earcom 2: Contradiction (1979)    | 6:08  |
| 5. | Transmission   | Single FAC 13 Transmission (1979) | 3:36  |

Face B
| No  | Titre                   | Album original                                             | Durée                  |
| --- | ----------------------- | ---------------------------------------------------------- | ---------------------- |
| 6.  | She's Lost Control      | Face B du single FACUS 2 Atmosphere (1980)                 | 4:45 (4:59 rééditions) |
| 7.  | Incubation              | Face B instrumentale du single FAC 28 Komakino (1980)      | 4:56                   |
| 8.  | Dead Souls              | Face B du single Atmosphere sur Licht und Blindheit (1980) | 4:56                   |
| 9.  | Atmosphere              | Single FACUS 2 Atmosphere                                  | 4:10                   |
| 10. | Love Will Tear Us Apart | Single FAC 23 Love Will Tear Us Apart (1980)               | 3:25                   |

CD (Factory FACD 250) et cassette (Factory FACT 250C)
| No  | Titre                | Album original                                  | Durée |
| --- | -------------------- | ----------------------------------------------- | ----- |
| 11. | No Love Lost         | An Ideal for Living                             | 3:43  |
| 12. | Failures             | An Ideal for Living                             | 3:44  |
| 13. | Glass                | A Factory Sample                                | 3:53  |
| 14. | From Safety to Where | Earcom 2: Contradiction                         | 2:27  |
| 15. | Novelty              | Face B du single FAC 13 Transmission            | 4:00  |
| 16. | Komakino             | Single FAC 28 Komaniko                          | 3:52  |
| 17. | These Days           | Face B du single FAC 23 Love Will Tear Us Apart | 3:24  |

Edition remastérisée de 2015
| No  | Titre                                     | Album original                                  | Durée |
| --- | ----------------------------------------- | ----------------------------------------------- | ----- |
| 11. | No Love Lost                              | An Ideal for Living                             | 3:43  |
| 12. | Failures                                  | An Ideal for Living                             | 3:44  |
| 13. | Glass                                     | A Factory Sample                                | 3:53  |
| 14. | From Safety to Where                      | Earcom 2: Contradiction                         | 2:27  |
| 15. | Novelty                                   | Face B du single FAC 13 Transmission            | 4:00  |
| 16. | Komakino                                  | Single FAC 28 Komaniko                          | 3:52  |
| 17. | As You Said                               | Face B du single FAC 28 Komaniko                | 2:00  |
| 18. | These Days                                | Face B du single FAC 23 Love Will Tear Us Apart | 3:24  |
| 19. | Love Will Tear Us Apart (Pennine version) | Face B du single FAC 23 Love Will Tear Us Apart | 3:15  |

## Personnel
- Ian Curtis : chant
- Bernard Sumner : guitare, synthétiseur
- Peter Hook : basse
- Stephen Morris : batterie